# Niambia termitophila
Niambia termitophila is een pissebed uit de familie Platyarthridae. De wetenschappelijke naam van de soort is voor het eerst geldig gepubliceerd in 1971 door Kensley.